# Eremitu
Eremitu là một xã thuộc hạt Mureș, România. Dân số thời điểm năm 2002 là 3879 người.